# Szamóca Színház
A Szamóca Színház önálló játszóhellyel nem rendelkező, Torony (Vas megye) székhelyű, családi és gyermekműsorokat előadó minitársulat, melyet 1994-ben alapítottak.

## Története
1994 szeptemberében alapította meg Szombathelyen Fazekas Gábor, Kozma Judit és Kovács János a Szamóca Színházat, kifejezetten azzal a céllal, hogy a megyeszékhely kulturális életét színesítsék vidám, gyermekeknek szánt műsoraikkal. Az első bemutatót 1994 novemberében tartották Bohócok kalandja címmel. Eleinte óvodákban léptek fel, később Nyugat-Dunántúl számos településén megfordultak. Nagykanizsán, Zalaegerszegen és  a szombathelyi Gyermekek Háza által szervezett gyermekszínházi bérletsorozatba kaptak meghívást. 1999 decemberétől a szombathelyi Mesebolt bábszínházzal együttműködve állandó helyszínen (MMIK) léptek fel 3 különböző előadással. 2006-ban a szombathelyi Weöres Sándor Színház elődjének számító Kamara Savaria biztosított fellépési lehetőséget. Mindezek mellett több nagy fesztivál állandó szereplője lett a Szamóca Színház, mely a mai napig két alapító taggal működik. 2013 óta nyaranta a Büki Mesevonat sorozat alapfigurái.  Alapításuk 25 éves évfordulóját a kőszegi Nagy László EGYMI-ben tartották. Több ezer előadást tartottak szerte az országban.

## Bemutatók
- 1994. november: Bohócok kalandja. Szereplők: Fazekas Gábor, Kovács Janó, Kozma Jucus. Szöveg: Kozma Jucus Zene: Kovács Janó
- 1995. szeptember: Ép testben ép lélek. Szereplők: Czirók Tamás, Fazekas Gábor, Kozma Jucus
- 1996. október: Cirkusz születik. Szereplők: Fazekas Gábor, Kozma Jucus, Németh Lajos. Szöveg: Kozma Jucus
- 1998. május: Csipi-Csupi bábszínháza. Szereplők: Fazekas Gábor, Kozma Jucus. Szöveg: Pető Ferenc. Zene: Prieger Szabolcs
- 1999. szeptember: Bohócverseny.  Szereplők: Fazekas Gábor, Kozma Jucus. Szöveg: Fazekas Gábor
- 2000. június: Az elvarázsolt bohóc. Szereplők: Fazekas Gábor, Kozma Jucus / Prikazovics Ferenc, Soós Nóra. Szöveg: Pető Ferenc. Zene: Prieger Szabolcs
- 2016. december: Meseverseny. Szereplők: Fazekas Gábor, Kozma Jucus. Szöveg: Kozma Jucus

## Együttműködők
Kovács János, Czirók Tamás, Pető Ferenc, Prieger Szabolcs, Németh Márta, Pallos Mónika, Soós Nóra, Prikazovics Ferenc, Szép Bence, H. Nagy Katalin, Foki Éva, Németh Lajos, Mesebolt bábszínház, Kamara Savaria, Oladi Művelődési Központ

## Jelentősebb fellépések
Sláger Rádió, Collegium Hungaricum Bécs, Savaria Történelmi Karnevál, Őszköszöntő Fesztivál, Őrségi Tökfesztivál, Rózsakő Fesztivál, Pünkösdi Vigasságok, Gesztenyeünnep, Pápai Nemzetközi Játékfesztivál, Városliget